# Salar de la Laguna
El Salar de la Laguna es un salar de Bolivia ubicado en el departamento de Potosí, cerca de la frontera con la República de Chile. Este salar se formó de la evaporación de una gran laguna, tiene unas dimensiones de 7,8 kilómetros de largo por 4,7 kilómetros de ancho, con una superficie de 31 (km²) kilómetros cuadrados.
Se considera que existe una transferencia subterránea de aguas desde el salar de Michincha hacia el salar de Coposa y desde este al salar de Empexa.: 39 